# Pterocarya fraxinifolia
Pterocarya fraxinifolia (Pterocarya de fulles de freixe) és una espècie d'arbre dins la família del noguer Juglandaceae. És una planta nativa del Caucas, Armènia, l'Azerbaidjan, Geòrgia, l'Iran, Rússia, Ucraïna i Turquia.
Arriba a fer 30 m d'alt, floreix a l'abril, les seves nous són alades d'uns 1,8 cm d'ample.
Viu en climes amb els hiverns i els estius suaus.